# Panabo
Panabo is een stad in de Filipijnse provincie Davao del Norte op het eiland Mindanao. Bij de laatste census in 2007 had de stad ruim 154 duizend inwoners.

## Geografie

### Bestuurlijk indeling
Panabo is onderverdeeld in de volgende 40 barangays:
| - A. O. Floirendo - Datu Abdul Dadia - Buenavista - Cacao - Cagangohan - Consolacion - Dapco - Gredu - J.P. Laurel - Kasilak - Katipunan - Katualan - Kauswagan - Kiotoy | - Little Panay - Lower Panaga - Mabunao - Maduao - Malativas - Manay - Nanyo - New Malaga - New Malitbog - New Pandan - New Visayas - Quezon - Salvacion | - San Francisco - San Nicolas - San Pedro - San Roque - San Vicente - Santa Cruz - Santo Niño - Sindaton - Southern Davao - Tagpore - Tibungol - Upper Licanan - Waterfall |

## Demografie
Panabo had bij de census van 2007 een inwoneraantal van 154.329 mensen. Dit zijn 20.379 mensen (15,2%) meer dan bij de vorige census van 2000. De gemiddelde jaarlijkse groei komt daarmee uit op 1,97%, hetgeen lager is dan het landelijk jaarlijks gemiddelde over deze periode (2,04%). Vergeleken met de census van 1995 is het aantal mensen met 32.857 (27,0%) toegenomen.
De bevolkingsdichtheid van Panabo was ten tijde van de laatste census, met 154.329 inwoners op 251,23 km², 614,3 mensen per km².
Asuncion · Braulio E. Dujali · Carmen · Kapalong · New Corella · Panabo · Samal · San Isidro · Santo Tomas · Tagum · Talaingod